# روستسه (بویانوواتس)
روستسه (به صربی: Rusce) یک منطقهٔ مسکونی در صربستان است که در بوجانوواچ واقع شده‌است. روستسه ۳۷ نفر جمعیت دارد.